# Catuaba
Erythroxylum catuaba
Espèce
Classification phylogénétique
La catuaba (Erythroxylum catuaba) est une espèce de plantes à fleurs de la famille des Erythroxylaceae originaire de nord du Brésil. Elle est utilisée dans la phytothérapie traditionnelle brésilienne en tant qu'aphrodisiaque et stimulant, et elle a gagné en popularité en dehors de son pays en tant que remède d'origine végétale. La catuaba appartient au même genre que la coca, d'où provient la cocaïne, mais elle ne contient pas de cet alcaloïde, sur le plan botanique, ces deux espèces sont très différentes.
Le nom catuaba fait allusion à la Trichilia catigua et d'autres espèces, qui sont utilisées à des fins similaires dans la médecine brésilienne, mais elles n'ont rien à voir avec Erythroxylum catuaba.
La catuaba est un arbuste de deux à quatre mètres de haut. Il produit des fleurs jaunes à orange et des fruits jaunes non-comestibles.
L'infusion de l'écorce est utilisée dans la médecine traditionnelle brésilienne en tant qu'aphrodisiaque et stimulant du système nerveux central. Dans la catuaba, un groupe de trois alcaloïdes appelés catuabine A, B et C sont censés augmenter la libido en stimulant le système nerveux.
Une étude de Manabe et al. (1992) a montré que les extraits de catuaba étaient efficaces dans la prévention  d'infections bactériennes potentiellement mortelles et l'infection par le VIH chez les souris.
L'écorce de catuaba et des médicaments dérivés sont vendus comme traitement de la dysfonction érectile dans les enseignes spécialisées de produits biologiques et naturels et par des détaillants en ligne.